# Gyllenbarbett
Gyllenbarbett (Capito auratus) är en fågel i familjen amerikanska barbetter inom ordningen hackspettartade fåglar.

## Utseende och läte
Gyllenbarbetten är en stor och prydligt tecknad barbett. Kroppen är mönstrad i gult och svart, medan färgen på strupen varierar geografiskt från gult till rött. Den vittljudande sången utgörs av en accelerande serie med dubbla hoanden.

## Utbredning och systematik
Gyllenbarbett delas in i tre underarter med följande utbredning:
- Capito auratus punctatus – förekommer i södra och centrala Colombia, längs lågt belägna östra delar av Anderna till centrala Peru (Junín)
- Capito auratus auratus – förekommer i nordöstra Peru (områden i syd vid Napofloden, längs Amazonfloden och Ucayalifloden)
- Capito auratus insperatus – förekommer i sydöstra Peru, norra Bolivia och västra Brasilien (Calama)

## Levnadssätt
Gyllenbarbetten hittas i låglänt regnskog. Där ses den i olika miljöer från skogsbryn till högväxt skog.

## Status och hot
Arten har ett stort utbredningsområde, men tros minska i antal, dock inte tillräckligt kraftigt för att den ska betraktas som hotad. Internationella naturvårdsunionen IUCN listar arten som livskraftig (LC).